# Roger Federer
Roger Federer, švicarski tenisač, * 8. avgust 1981, Binningen, Švica.
Roger Federer je profesionalni švicarski teniški igralec, dolgoletna številka ena na lestvici ATP, njegovi dosežki pa ga uvrščajo za enega najuspešnejših tenisačev vseh časov. Šestkrat je dobil Odprto prvenstvo Avstralije, petkrat Odprto prvenstvo ZDA, osemkrat Odprto prvenstvo Anglije in enkrat Odprto prvenstvo Francije, s tem je eden od šestih igralcev v zgodovini tenisa, ki jim je uspelo zmagati na vseh štirih turnirjih za Grand Slam. 26. februarja 2007 je izboljšal rekord Američana Jimmyja Connorsa s 161. tednom na čelu lestvice ATP, ta niz pa je podaljšal na 237 zaporednih tednov, dokler ga ni 18. avgusta 2008 na tem mestu nasledil Rafael Nadal. Ob zmagi na Odprtem prvenstvu Anglije 2009 proti Andyju Roddicku se je ponovno zavihtel na prvo mesto lestvice ATP, ob tem pa je podrl rekord Peta Samprasa po številu osvojenih turnirjev za Grand Slam. Julija 2012 je po zmagi nad Andyjem Murrayem na Odprtem prvenstvu Anglije izenačil rekord Peta Samprasa s sedmimi zmagami na "sveti travi" in ga leta 2017 izboljšal, prav tako pa je izenačil Samprasov rekord po številu tednov na vrhu lestvice ATP - 286. Z 20 osvojenimi turnirji velike četverice je na tretjem mestu večne lestvice.
Poročen je z Miroslavo Vavrinec. Z njo ima štiri otroke. Najprej dvojčici Charlene in Mylo za tem pa še dvojčka Lea in Lennyja.

## FinaliGrand Slamov(31)

### Zmage (20)
| Leto | Turnir                          | Nasprotnik v finalu | Rezultat finala                 |
| 2003 | Odprto prvenstvo Anglije        | Mark Philippoussis  | 7-6(5), 6-2, 7-6(3)             |
| 2004 | Odprto prvenstvo Avstralije     | Marat Safin         | 7-6(3), 6-4, 6-2                |
| 2004 | Odprto prvenstvo Anglije (2)    | Andy Roddick        | 4-6, 7-5, 7-6(3), 6-4           |
| 2004 | Odprto prvenstvo ZDA            | Lleyton Hewitt      | 6-0, 7-6(3), 6-0                |
| 2005 | Odprto prvenstvo Anglije (3)    | Andy Roddick        | 6-2, 7-6(2), 6-4                |
| 2005 | Odprto prvenstvo ZDA (2)        | Andre Agassi        | 6-3, 2-6, 7-6(1), 6-1           |
| 2006 | Odprto prvenstvo Avstralije (2) | Marcos Baghdatis    | 5-7, 7-5, 6-0, 6-2              |
| 2006 | Odprto prvenstvo Anglije (4)    | Rafael Nadal        | 6-0, 7-6(5), 6-7(2), 6-3        |
| 2006 | Odprto prvenstvo ZDA (3)        | Andy Roddick        | 6-2, 4-6, 7-5, 6-1              |
| 2007 | Odprto prvenstvo Avstralije (3) | Fernando González   | 7-6(2), 6-4, 6-4                |
| 2007 | Odprto prvenstvo Anglije (5)    | Rafael Nadal        | 7-6(7), 4-6, 7-6(3), 2-6, 6-2   |
| 2007 | Odprto prvenstvo ZDA (4)        | Novak Đoković       | 7-6(4), 7-6(2), 6-4             |
| 2008 | Odprto prvenstvo ZDA (5)        | Andy Murray         | 6-2, 7-5, 6-2                   |
| 2009 | Odprto prvenstvo Francije       | Robin Söderling     | 6-1, 7-6(1), 6-4                |
| 2009 | Odprto prvenstvo Anglije (6)    | Andy Roddick        | 5-7, 7-6(6), 7-6(5), 3-6, 16-14 |
| 2010 | Odprto prvenstvo Avstralije (4) | Andy Murray         | 6-3, 6-2, 7-6(11)               |
| 2012 | Odprto prvenstvo Anglije (7)    | Andy Murray         | 4-6, 7-5, 6-3, 6-4              |
| 2017 | Odprto prvenstvo Avstralije (5) | Rafael Nadal        | 6–4, 3–6, 6–1, 3–6, 6–3         |
| 2017 | Odprto prvenstvo Anglije (8)    | Marin Čilić         | 6–3, 6–1, 6–4                   |
| 2018 | Odprto prvenstvo Avstralije (6) | Marin Čilić         | 6–2, 6–7(5–7), 6–3, 3–6, 6–1    |

### Porazi (11)
| Leto | Turnir                        | Nasprotnik v finalu   | Rezultat finala                          |
| 2006 | Odprto prvenstvo Francije     | Rafael Nadal          | 1-6, 6-1, 6-4, 7-6(4)                    |
| 2007 | Odprto prvenstvo Francije (2) | Rafael Nadal          | 6-3, 4-6, 6-3, 6-4                       |
| 2008 | Odprto prvenstvo Francije (3) | Rafael Nadal          | 6-1, 6-3, 6-0                            |
| 2008 | Odprto prvenstvo Anglije      | Rafael Nadal          | 6-4, 6-4, 6-7(5), 6-7(8), 9-7            |
| 2009 | Odprto prvenstvo Avstralije   | Rafael Nadal          | 7-5, 3-6, 7-6(3), 3-6, 6-2               |
| 2009 | Odprto prvenstvo ZDA          | Juan Martín del Potro | 6–3, 6–7(5), 6–4, 6–7(4), 2–6            |
| 2011 | Odprto prvenstvo Francije (4) | Rafael Nadal          | 5–7, 6–7(3–7), 7–5, 1–6                  |
| 2014 | Odprto prvenstvo Anglije (2)  | Novak Đoković         | 7–6(9–7), 4–6, 6–7(4–7), 7–5, 4–6        |
| 2015 | Odprto prvenstvo Anglije (3)  | Novak Đoković         | 6–7(1–7), 7–6(12–10), 4–6, 3–6           |
| 2015 | Odprto prvenstvo ZDA (2)      | Novak Đoković         | 4–6, 7–5, 4–6, 4–6                       |
| 2019 | Odprto prvenstvo Anglije (4)  | Novak Đoković         | 6–7(5–7), 6–1, 6–7(4–7), 6–4, 12–13(3–7) |